# アントン・タイバー
アントン・タイバー（Anton Teyber 1756年9月8日受洗 - 1822年11月18日）は、オーストリアのオルガニスト、カペルマイスター、作曲家。

## 生涯
ウィーンに生まれた。弟は作曲家のフランツ・タイバーである。神聖ローマ皇帝の子女を教える役を仰せつかり、その後はドレスデンの歌劇場やウィーンの宮廷で働いた。作曲家としては2曲のコルノ・ダ・カッチャ協奏曲で名高い。モーツァルトがベルリン旅行中の1789年には、モーツァルト、ニコラウス・クラフトと共演している。ウィーンにて没。
娘のエレーナはウィーンに生まれてヤシ音楽院で教授となり、同地で1827年から1863年にかけてピアニスト、作曲家として知られた。彼女は詩人のゲオルゲ・アサキと結婚した。

## 主要作品
- 11曲のミサ曲
- レクイエム 変ホ長調 （Pro defuncta Imperatrice Ludovica）
- オラトリオ『ユダの王ジョアス』 （リブレット：ピエトロ・メタスタージオ；初演 1786年、ウィーン ブルク劇場）
- その他宗教作品
- 36曲の交響曲
- 6曲のヴァイオリン協奏曲
- ヴァイオリンとピアノのための二重協奏曲 ハ長調
- 4曲のピアノ協奏曲
- 2曲のホルン協奏曲
- 29曲の弦楽四重奏曲
- 14曲のピアノ四重奏曲
- 2曲の六重奏曲
- 3曲の八重奏曲 （弦楽器、オーボエ2、ホルン2）
- 3曲のピアノ三重奏曲
- 6曲の弦楽三重奏曲
- その他ピアノのための室内楽曲、メヌエット、ガヴォット等